# Okręty patrolowe typu River
Okręty patrolowe typu River – brytyjskie pełnomorskie okręty patrolowe, które do służby w Royal Navy zaczęły wchodzić w 2003 roku. W 2007 roku do służby weszła czwarta, zmodernizowana jednostka tego typu. Od 2017 roku do służby mają wchodzić trzy jednostki zbudowane w nowej wersji Batch 2.

## Historia
Na początku 2001 roku brytyjskie Ministerstwo Obrony złożyło w stoczni VT Shipbuilding zamówienie na budowę trzech okrętów patrolowych typu River. Okręty weszły do służby w 2003 roku. W lutym 2005 roku podjęto decyzję o budowie czwartej jednostki tego typu, HMS „Clyde”. Okręt przystosowano do operowania w rejonie południowego Atlantyku, a w szczególności w pobliżu Falklandów. W celu wypełniania nowych zadań, powiększono kadłub, zwiększono prędkość i zainstalowano nowy zestaw uzbrojenia.
W listopadzie 2013 roku Royal Navy ogłosiła plany budowy trzech kolejnych okrętów, które z powodu wprowadzonych zmian konstrukcyjnych otrzymały oznaczenie Batch 2. Pierwszą jednostkę tej wersji, HMS „Forth” zwodowano 21 sierpnia 2016 roku.

## Okręty
| Nazwa (nr taktyczny) | Stocznia                     | Data wodowania | Wejście do służby |
| Batch 1              | Batch 1                      | Batch 1        | Batch 1           |
| -------------------- | ---------------------------- | -------------- | ----------------- |
| HMS Tyne (P281)      | VT Shipbuilding, Southampton | 27.04.2002     | 04.07.2003        |
| HMS Severn (P282)    | VT Shipbuilding, Southampton | 04.12.2002     | 31.07.2003        |
| HMS Mersey (P283)    | VT Shipbuilding, Southampton | 25.06.2003     | 28.11.2003        |
| HMS Clyde (P257)     | VT Shipbuilding, Portsmouth  | 14.06.2006     | 30.01.2007        |
| Batch 2              |                              |                |                   |
| HMS Forth            | BAE Systems, Glasgow         | 21.08.2016     | 2018              |
| HMS Medway           | BAE Systems, Glasgow         |                | 2017              |
| HMS Trent            | BAE Systems, Glasgow         |                | 2018              |